# Септобазидиум
Септобази́диум (лат. Septobasidium) — род грибов, входящий в состав группы септобазидиевые. Виды данного рода известны как энтомопатогены и паразитируют на червецах.

## Описание
Многолетние грибы коричневого цвета, волокнистые. Похожи своим внешним видом на лишайники. Могут часто окружать собой небольшие веточки деревьев. Виды рода Septobasidium являются эпифитами и встречаются обычно на деревьях. Паразитируют на насекомых — червецах. Гриб находится на поверхности растения, но паразитирует непосредственно на насекомых, которые питаются растением-хозяином. Septobasidium связаны с многочисленными древесными растениями, включая клён, гикори, цитрусовые, кизил, ликвидамбар, магнолии и дубы. Большинство видов встречаются с червецами, но часто сообщается только об их растениях-хозяевах.
Таллом грибов Septobasidium представляет собой подобие лабиринта, образованного туннелями и камерами, в которых находятся насекомые, плотно оплетённые гифами самого гриба. У насекомых, на которых паразитирует гриб, остаётся свободным только ротовой аппарат, которым они проникают во флоэму кормовых растений, питаясь их соком. Сами грибы Septobasidium при помощи специализированных гиф — спирально закрученных гаусторий — «высасывают» питательные вещества из червецов и ложнощитовок, тем самым являясь облигатными паразитами насекомых. Грибы могут включать целые колонии червецов, в то время как другие родственные группы грибов паразитируют только на одиночных насекомых.

## Жизненный цикл
Базидиоспоры образуются на поверхности гриба. Споруляция совпадает с появлением самок червецов внутри самого слоевища гриба. Некоторые молодые самки остаются внутри гриба, другие выползают на его поверхность. Затем они могут возвращаться обратно в слоевище или поселяются на свободных участках поверхности дерева-хозяина. Это обеспечивает выживание и рост гриба и распространение его спор на не заражённые участки поверхности растения. Если заражённые насекомые возвращаются в слоевище гриба, со временем их окружают гифы, которые анастомозируют с гифами, выходящими из тела самого насекомого. Если заражённое насекомое поселяется на не поражённой коре, гифы гриба растут непосредственно из его тела и формируют новое слоевище. Близко находящиеся грибы могут объединяться между собой, формируя более крупные слоевища.
Ряд учёных считают, что гриб и насекомое получают выгоду от подобной ассоциации, поэтому их взаимоотношения можно рассматривать как мутуалистический симбиоз. Хотя червецы могут жить без подобной ассоциации с грибом, последний защищает насекомое от неблагоприятных условий окружающей среды и возможных хищников, включая перепончатокрылых паразитоидов. Ложнощитовки и червецы, ассоциированные с грибом, живут гораздо дольше свободно существующих особей своего вида. С другой стороны, инфицированные насекомые теряют подвижность, часто оказываются бесплодными и плохо растут, становясь «карликовыми» формами. Насекомые выступают в качестве единственного агента распространения данных грибов.

## Некоторые виды
- Septobasidium accumbens
- Septobasidium arachnoideum
- Septobasidium bogoriense
- Septobasidium carestianum — Септобазидиум карестийский
- Septobasidium curtisii
- Septobasidium dictyodes
- Septobasidium fuscoviolaceum
- Septobasidium fissolobatum
- Septobasidium lichenicola
- Septobasidium pedicellatum
- Septobasidium pteruloides
- Septobasidium rameale
- Septobasidium rhabarbarinum
- Septobasidium schweinitzii
- Septobasidium septobasidioides
- Septobasidium siparium
- Septobasidium spongium
- Septobasidium stereoides
- Septobasidium subcarbonaceum
- Septobasidium sublilacinum
- Septobasidium suffultum
- Septobasidium thwaitesii
- Septobasidium ussanguense
- Septobasidium velutinum